# Pär Hennix
Pär (Pelle) Hennix född 7 december 1910 i Östersund, död 10 september 2001 i Stockholm, var en svensk frisör, skulptör, målare och tecknare. Han var bror till konstnärerna Göte och Axel Hennix.
Hennix var autodidakt som konstnär, men företog studieresor till Österrike 1933 och Norge 1935. Som konstnär arbretade han mestadels med terrakottaskulpturer och teckning. Under en period på 1940-talet medverkade han som tecknare i Idrottsbladet. Hans skulpturer i gips och terrakotta har ofta ett stänk av humor och satir i schematiserad och förenklad form. Som exempel på detta märks statyetten Förlåtelse i terrakotta från 1951 och gipsstatyetten Söndag från 1951. Han medverkade i Sveriges allmänna konstförenings samlingsutställningar i Stockholm 1939, 1940 och 1952, samt i samlingsutställningar på Länsmuseet i Östersund 1948, 1950, 1953 och 1954.